# 1986 v dopravě
Tento článek obsahuje seznam událostí souvisejících s dopravou, které proběhly roku 1986.

## Únor
- 8. února
  -  Při srážce nákladního vlaku a rychlíku ve Skalistých horách u města Hinton v kanadské provincii Alberta zahynulo 23 osob a 95 osob bylo zraněno.

## Květen
- 2. května
  -  V Plzni se poprvé rozjely tramvaje po nové trati Lékařská fakulta – Frunzeho ve čtvrti Lochotín. Na trati byla zpočátku vedena linka číslo 3 ze Skvrňan na novou konečnou v Frunzeho (dnes Mozartově) ulici.
- 27. května 1986
  -   Zahájen elektrický provoz v traťovém úseku Břeclav–Hohenau. Styk proudových soustav 25 kV 50 Hz a 15 kV 16,7 Hz byl umístěn na širé trati.

## Srpen
- 17. srpna
  -  V Československu začíná platit dohoda o přepravě nebezpečných věcí (ADR).
- 31. srpna
  -  V Černém moři se srazily dvě sovětské lodě; Admirál Nachimov narazil do tankeru Pjotr Vasev; všech 398 cestujících osobní lodě zahynulo.

## Září
- 19. září
  -  Nedaleko města Rugeley v hrabství Staffordshire v Anglii došlo k železniční nehodě dvou rychlíků; při srážce zahynul 1 člověk a 75 dalších bylo zraněno.

## Listopad
- 8. listopadu
  -  Otevřen úsek metra v Moskvě mezi stanicemi Serpuchovskaja a Borovickaja na deváté lince.

## Prosinec
- 30. prosince
  -  Byla dokončena Transgabonská železnice; jediná v zemi o celkové délce 680 km. Budování této dráhy však bylo nad možnosti země, což nakonec vedlo téměř k jejímu státnímu bankrotu.